# Ludwig II. (Lohra)
Ludwig II. († 1164), urkundlich erwähnt ab 1133, war Graf der Grafschaft Lohra (Lare) im Norden Thüringens.

## Leben
Ludwig II. war der Sohn des 1126 gefallenen Grafen Ludwig I. von Lohra und übernahm daher bereits in jungen Jahren die väterliche Grafschaft Lohra. Er heiratete Judith von Schwalenberg, die Witwe des Grafen Albrecht von Everstein. Mit ihr hatte er mehrere Kinder, darunter den Grafen Berengar II., der ihm 1164 in der Regierung folgte.